# Tóth György (labdarúgó, 1979)
Tóth György (Csongrád, 1979. február 8. –) magyar labdarúgó. Alsóbb osztályú kelet-Magyarországi csapatoknál kezdett futballozni, mikor Békéscsabára igazolt, és fel is jutott az együttessel az NB I-be. Később eligazolt az NB II-be, előbb a Mosonmagyaróvár, majd a Kecskemét csapataihoz.